# Maximilian Rubens
Pour l’article homonyme, voir Rubens (homonymie).
 (mars 2022).
La mise en forme du texte ne suit pas les recommandations de Wikipédia : il faut le « wikifier ».
Les points d'amélioration suivants sont les cas les plus fréquents. Le détail des points à revoir est peut-être précisé sur la page de discussion.
- Les titres sont pré-formatés par le logiciel. Ils ne sont ni en capitales, ni en gras.
- Le texte ne doit pas être écrit en capitales (les noms de famille non plus), ni en gras, ni en italique, ni en « petit »…
- Le gras n'est utilisé que pour surligner le titre de l'article dans l'introduction, une seule fois.
- L'italique est rarement utilisé : mots en langue étrangère, titres d'œuvres, noms de bateaux, etc.
- Les citations ne sont pas en italique mais en corps de texte normal. Elles sont entourées par des guillemets français : « et ».
- Les listes à puces sont à éviter, des paragraphes rédigés étant largement préférés. Les tableaux sont à réserver à la présentation de données structurées (résultats, etc.).
- Les appels de note de bas de page (petits chiffres en exposant, introduits par l'outil «  Source ») sont à placer entre la fin de phrase et le point final[comme ça].
- Les liens internes (vers d'autres articles de Wikipédia) sont à choisir avec parcimonie. Créez des liens vers des articles approfondissant le sujet. Les termes génériques sans rapport avec le sujet sont à éviter, ainsi que les répétitions de liens vers un même terme.
- Les liens externes sont à placer uniquement dans une section « Liens externes », à la fin de l'article. Ces liens sont à choisir avec parcimonie suivant les règles définies. Si un lien sert de source à l'article, son insertion dans le texte est à faire par les notes de bas de page.
- La présentation des références doit suivre les conventions bibliographiques. Il est recommandé d'utiliser les modèles {{Ouvrage}}, {{Chapitre}}, {{Article}}, {{Lien web}} et/ou {{Bibliographie}}. Le mode d'édition visuel peut mettre en forme automatiquement les références.
- Insérer une infobox (cadre d'informations à droite) n'est pas obligatoire pour parachever la mise en page.

Pour une aide détaillée, merci de consulter Aide:Wikification.
Si vous pensez que ces points ont été résolus, vous pouvez retirer ce bandeau et améliorer la mise en forme d'un autre article.
 (mars 2022).
Si vous disposez d'ouvrages ou d'articles de référence ou si vous connaissez des sites web de qualité traitant du thème abordé ici, merci de compléter l'article en donnant les références utiles à sa vérifiabilité et en les liant à la section « Notes et références ».
Maximilian Rubens (ou Max Rubens ; en grec moderne : Μαξιµιλιανός Ρουµπένς) est un architecte actif surtout à Thessalonique dans les années 1920-1930.

## Biographie
Diplômé de l’Académie Impériale des Beaux-Arts de Constantinople en 1912, il s’installe à Thessalonique peu de temps après. Il est très actif après l’incendie de 1917, et participe à la reconstruction d’une partie du centre de la ville.

## Principales réalisations
- 1922, Thessalonique, Odos Antigonidon, 10, Maison Phedi (Οικία Φέδη)
- 1923, Thessalonique, Odos Vasileos Irakleiou/Odos Venizelou, Megaro Achilleion (Μέγαρο Αχίλλειον)
- 1924
  - Thessalonique, Odos Egnatia 34, Immeuble à l’aigle bicéphale (Κτήριο με τον «Δικέφαλο αετό»)
  - Thessalonique, Odos Egnatia 48, Hôtel Grande-Bretagne (Ξενοδοχείο Μεγάλη Βρετανία)
  - Thessalonique, Hôtel Nea Ilysia
- 1925
  - Thessalonique (Ladadika), Odos Katouni 14, Maison
  - Thessalonique, Odos Amynta 10, Maison Deligianni (Οικία Δεληγιάννη)
- 1926, Thessalonique, Odos Venizelou 46/Odos Solomou 28, Stoa Kastoria (Στοά Καστοριά)
- 1927, Thessalonique, Odos Karaoli/Odos Dimitriou, Megaro Psoma (Μέγαρο Ψωμά)
- 1928, Thessalonique, Odos Filippou 33, Immeuble à appartements
- 1929
  - Larissa, Odos Palaistinis 7, Maison Avraam Mouson (Οικία Αβραάμ Μουσών)
  - Thessalonique, Odos Filippou, Megaro B.S. Sotiropoulou (Μέγαρο Β.Σ. Σωτηροπούλου)
  - Thessalonique Odos Pavlou Mela 25, Immeuble Pavlou Mela (Οικοδομή Π. Μελά)
- 1930, Thessalonique, Odos Kassandrou 44, Immeuble à appartements
- 1931
  - Thessalonique, Odos Egnatia 73, Immeuble à appartements
  - Thessalonique, Plateia Terpsitheas, Maison Papaioannou (Οικία Παπαϊωάννου)
- 1934, Thessalonique, Odos Filippou/Odos Siatistis, Immeuble à appartements
- 1935, Thessalonique, Odos Antigonidon 16, Megaro Aphon Aphias (Μέγαρο Αφών Αφιάς)
- 1938, Thessalonique, Odos Filippou, Megaro Siskou (Μέγαρο Σίσκου)
- Thessalonique, Odos Valaoritou/Odos Vilara, Archontiko Allatini (Αρχοντικό Αλλατίνι)
- Thessalonique, Odos Aristotelous 9, Immeuble
- Thessalonique, Odos Filippou 11, Immeuble à appartements